# 서계 (인물)
서계(徐階)(1503~1583)는 자(字)는 자승(子升), 호(號)는 소호(少湖) 또는 존재(存齋)이다. 명조(明朝) 남직례(南直隷) 송강부(松江府) 화정현(華亭縣)(현재 중국 상해시(上海市) 송강구(松江區))출신이다. 명대 정치가이자 문학자이며 사상가이다. 관직은 내각수보(內閣首輔), 이부상서(吏部尙書), 건극전대학사(建極殿大學士)를 지냈다.
서계는 어려서 공부를 잘했고, 소년시기에는 양명학(陽明學) 강우학파(江右學派) 문인인 섭표(聶豹)와 교류했다. 18세에 향시(鄕試)에 합격하여 거인(擧人)이 되었다. 20세에는 전시(殿試)에서 탐화(探花) 즉 3등을 하여 양정화(楊廷和)의 칭찬을 받았다. 가정(嘉靖) 연간 초기, 장총(張璁)이 조정에서 집권하였을 때, 서계는 장총의 의견에 반대하였다가 폄직되어 북경성(北京城)에서 쫓겨났다. 이로 인해 당시 가정제(嘉靖帝)는 '서계는 소인이니 영원토록 기용하지 않는다(徐階小人, 永不錄用)'는 말을 써서 돌에 새겼다. 이후 서계는 지방에서 수십년간 독학(督學)직을 전전한 후, 하언(夏言)의 도움으로 북경으로 돌아갔다. 이후, 몇 년 간 국자감(國子監)에서 근무하며 양계성(楊繼盛) 등의 언관직에 있던 대신들을 알게 되었고, 이후 명조 중앙 조정 최고 행정 기관인 육부(六部)를 전전했다. 이후 예부(禮部), 이부(吏部), 한림원(翰林院) 등 중요 기구에서 주요 관직을 맡았는데, 한림원 시절 훗날 대신이 되는 장거정(張居正)과 고공(高拱) 등을 학생으로 만났다.
이후 서계는 그 유명한 청사(靑詞)로 무일전(無逸殿)에 입직(入直)하였고, 위기일발의 경술지변(庚戌之變)을 냉정히 처리하였다. 이때 서계는 예부상서(禮部尙書) 직책으로 북경성 방어를 담당, 적군과의 대적을 질질 끄는 방식으로 북경성 함락을 막는데 성공하였다. 또한 이부(吏部), 예부(禮部), 태의원(太醫院)의 적폐를 청산하고 행정 효율을 제고했다. 가정31년(1552) 입각(入閣) 후, 서계는 엄숭(嚴嵩)의 조정 농단으로 수 년 동안 은인자중하였고, 후에 엄숭의 수보(首輔, 명조의 재상에 해당) 자리를 이어받았으며 엄숭의 정치를 모두 반대, 이른바 “삼어(三語)” 정강으로 내각의 운용 실태를 개선하고자 하였다. 가정 말기, 서계는 가정제에게 승천부(承天府) 남순을 권유하는데 성공, 대량 토목 공사를 일으켰다. 가정제는 말년에 이르러 도교(道敎) 신선 사상에 심취하여 방사(方士)들이 황제에게 불로장생약으로 속여 올린 단약(丹藥)을 복용하였으나 도리어 가정제는 병이 깊어졌다. 가정제 임종 즈음에, 서계는 가정제에게 단약 복용 중단을 권하였고, 동시에 황제 곁의 방사들과 이들과 결탁한 태감(太監)들을 일체 처형하였다. 가정제 붕어 후, 서계는 『가정유조(嘉靖遺詔)』와 『융경등극조(隆慶登極詔)』를 작성하여 하달시키자, 조야의 대신들이 경하를 표시, 양정화가 작성한 『가정등극조(嘉靖登極詔)』와 함께 '정시정종제일정(正始正終第一政)'이라 지칭되었다. 그러나 명나라 사람 지대륜(支大綸)은 오히려 서계가 도교 성향이 짙은 청사(靑詞)를 써서 입직하였다는 사실을 지적하고, 임기 중에는 아첨을 일삼고 영함하면서 어떤 정치적 공적도 세운 것은 없었으며, 융경(隆慶) 연간에 가서야 개선된 바가 있게 되었다고 비판하였다.
가정제 사후, 일찍이 융경제(隆慶帝)를 보좌한 공으로 서계는 이전 그대로 수보에 올랐다. 서계는 융경제와 외정(外廷) 간의 갈등을 여러 차례 조율하면서, 2년 동안 여러 차례 상주문을 작성하여 환관들의 권력 장악을 저지, 융경2년(1568) 사직하고 은퇴하였다. 서계는 17년동안 내각에 머물렀으며, 원보(元輔) 즉 수보 자리에만 7년을 있었다. 40여년 정치 생활로 인해 당시 사람들은 그를 “원신(元臣)”, 혹은 “명상(名相)”이라 칭했다. 서계는 지모가 풍부하고 아량과 재주 모두 뛰어나, 풍몽룡(馮夢龍) 등으로부터 존숭되었다. 현대 학자들은 서계에 대한 논쟁이 있으나, 일주는 긍정적인 태도를 조인다. 담평(譚平)은 서계와 그의 학생(學生) 장거정(張居正)을 대비시키면서, 장거정에 비해 서계가 더욱 침착하면서도 권력에 대한 욕심은 더 적었다고 평가하였다.
서계는 임기 중에 장거정 등 후대에 대신이 될 학생들을 길렀다. 임기 중에는 조정 내 내각의 위상을 개혁하려 하였고, 이는 명대 후기 내각제도에 큰 영향을 끼쳤다. 동시에 그는 신진관원을 이용하여 자신만의 방식대로 환관들을 교도하여 유근(劉瑾)과 같은 악덕 환관의 후계자가 되는 것을 막고, 이로써 환관들의 조정 내 위상과 역할을 바꾸고자 하였다. 또한 항왜명장(抗倭名將) 장경(張經)이 억울하게 살해당하고 호종헌(胡宗憲)이 옥중에서 죽은 일 모두 서계가 하였으며, 심지어 고공과 장거정의 불화 역시 서계와 무관하지 않았다. 사직 후, 가중 자제들의 악행에 연루되어, 서계는 여러차례 투옥될 뻔하였고, 친구에게 구원 서신을 작성하였으며, 고공 등은 이전의 사건으로 서계를 힐난하기도 하였다. 만력11년(1583) 서계는 화정(華亭) 본가에서 사망하였다. 태사(太師)에 추증되었고, 시호는 문정(文貞)으로 내려졌다.

## 어린 시절
홍치(弘治) 14년(1501), 서보(徐黼)가 절강(浙江) 선평현(宣平縣) 현승(縣丞)에 부임했다. 3년후인 홍치16년 9월 30일, 서보의 셋째 부인 고씨(顧氏)가 선평현에서 서계를 낳았다. 돌이 되었을 즈음 여종의 실수로 서계는 우물에 추락하였고 구출된 후. 3일동안 혼수상태에 있다가 간신히 깨어났다. 정덕2년(1507), 5세가 된 서계는 부친이 선평지현 임기가 끝나고 돌아오는 길에 괄창령(括蒼嶺)을 지날 때 다시 사고가 발생, 서계가 벼랑 아래로 떨어졌고 생환 가능성이 없다고 생각하여 생모 고부인은 오래동안 통곡하였다 한다. 다행히도 서계의 옷자락이 나무에 걸려 추락하지 않았고, 사람들은 매우 기이하게 여겼다.
얼마 후, 서계는 한 고찰에서 공부하였다. 이 절은 본래 귀신이 많다고 소문났지만 서계가 공부할 때에는 아무 일도 없었다고 한다. 아버지 서보는 서계가 매우 특수하다고 생각하였고, 스승을 찾아 서계에게 소학(小學)을 전수하게 하였으며, 줄곧 사서(四書)를 배워, 단시간 내에 사서 전문을 암송할 수 있었다. 정덕6년(1511) 서보가 영도현(寧都縣) 현승이 되면서 서계는 아버지를 따라 강서성(江西省)으로 이사하였다. 하루는 서보가 다른 성에서 영도로 돌아오나 서계는 아버지를 마중 나갔는데, 이때 서보는 웃으면서 '아비가 멀리서 돌아오고 아들이 멀리 나와 맞이하니 부자의 은혜는 천성이다(父遠回子遠迎, 父子之恩天性也)'라고 하자, 서계는 '임금이 위에 계시고 신하가 아래에 있으니 군신의 의리는 인륜입니다(君居上臣居下, 君臣之義人倫哉)'라고 대답하였다. 이에 서보는 서계에게 속문(屬文)을 가르쳤다. 화정현으로 돌아온 후, 서계는 현성 서쪽 호수 북측의 소호(少湖)에서 공부하였다. 이에 스스로 '소호(少湖)'라고 호를 지었다. 후에 서계는 『우관루기(雨觀樓記)』를 지어 비오는 가운데 호수를 볼 때의 자연과 공명하는 정감을 토로하였다. 칠언율시(七言律詩) '제서호서경(題西湖小景)'은 초가를 짓고 평생을 살아가고 싶게 만드는 서호 주변 풍경을 서술하였다.
정덕12년(1517), 15세가 된 서계는 부현학(府縣學)에 들어가 생원(生員)이 되었다. 이때 광서안찰첨사(廣西按察僉事) 반규(潘奎)를 좌사(座師)로 삼았지만, 어린 서계는 지나치게 반규와 접촉하기를 좋아하지 않았다. 2년 후, 서계는 우수한 성적으로 응천부(應天府) 향시(鄉試)에 응하였지만 떨어졌다. 1년 후, 섭표가 화정현 지현으로 부임하면서, 학생들과 학문을 논할 때 서계의 재능을 알아보고 '국기(國器)'라고 생각하였고, 서계에게 양명학(陽明學)의 심학(心學) 개념을 전수해 주면서, 섭표는 서계의 새로운 좌사가 되었다. 그러나 오래 지나지 않아, 서계는 가정원년(1522) 임오과(壬午科) 향시에 합격하였다. 주고관(主考官) 동이(董圯)가 서계의 재능을 알아보고, 시험지에 1등이라고 기입하렸다가 마지막에 7등이 되었다. 동이가 사망한 후, 서계는 동이의 묘지명을 지어주었는데, 서계는 자신에게 오늘이 있게 된 것은 모두 동이 덕분이라고 적고 있다.

## 가정연간 생애

### 출사
가정2년(1523), 서계는 경사(京師)에 가서 계미과(癸未科) 회시(會試)를 보았다. 당시 형부상서(刑部尙書) 임준(林俊)은 서계의 책론(策論)을 본 후 서계가 장원(狀元)이어야 한다고 생각했지만, 다른 대학사(大學士)들은 모두 서계가 3등인 탐화(探花)여야 한다는데 동의하였다. 따라서 전시(殿試) 후에 서계는 탐화로 진사에 급제하여 한림원편수(翰林院編修)에 제수되었다. 양신(楊愼)으로 인해 자리에 없었던 양정화(楊廷和)가 서계를 만나 후 차보(次輔) 비굉(費宏)에게 서계의 잠재력이 1,2등보다 뒤지지 않은데 어째서 서계가 장원이 아닌가라고 물었다 한다.

서계가 급제한 후 섭표는 직접 찾아가 서보(徐黼)에게 축하를 표하였고 서계에게 시 한 수를 지어줬다.
寄少湖太史
空翼以夸千里捷
咻齊須諒數年迂
文宗左傳今成癖
德蓄前言始成儒
少壯莫叫嗟老大
格天勳業及時圖

 서계의 급제 소식을 들은 후, 서계의 숙부는 만약 서계가 낙장한다 해도 여전히 편안하게 잘 수 있는지를 질문받았다. 이때 숙부는 조카가 이미 급제했는데 그게 무슨 소용이냐고 답했다 한다. 그리고는 다시 침상으로 돌아가 편히 잠들었다고 한다. 후에 서계 부모고 증봉(贈封)되어 서계는 재삼 요청하여 특별히 고향으로 돌아가는 허락을 황제로부터 받았고, 서계는 귀향하여 결혼하였다. 모친 고부인(顧夫人)은 특별히 서계에게, 자신이 처음에 비녀를 팔아 밥을 사서 서계의 스승과 벗들을 대접한 일을 잊지 말며, 진사 급제하여 사치하게 되어 근검절약과 겸손의 태도를 잃어서는 안된다고 당부하였다. 가정3년(1524) 섭표가 복건순안어사(福建巡按御史)로 갈 당시, 고향 화정의 학생들이 작성한 『사기(祀記)』에서 서계는 자신은 당시 섭표의 문생(門生)이었으며 섭표가 준 영향이 매우 깊다고 말하였다. 당시 서계는 몸이 왜소하였지만 피부는 희고 맑았으며 풍채를 주목받았다. 또한 책읽기를 좋아하고 마음에는 큰 뜻이 있었으며 왕수인(王守仁)의 문인을 따라 사방으로 유학(遊學)한 적도 있기에, 당시 사대부들 사이에서도 명성이 자자했다.
얼마 후, 서계는 대례의(大禮議) 사건으로 폄적된 양신(楊愼), 안반(安磐), 왕원정(王元正)을 만났다. 서계는 세 사람을 위해 여비를 마련하면서 속으로는 공헌을 한번 해보자고 하였지만 부모가 살아계셨기에 상당히 망설여졌다. 계속 북상하던 서계는 청원(淸源)을 지날 때쯤 꿈에서 부친이 계속 자신의 이름을 부르는 것을 듣고는 집으로 돌아갔으나, 팽성(彭城, 오늘날 서주徐州)에 이르러 부친의 사망 소식을 듣고 길에서 크게 울며 화정으로 돌아와 장례를 치렀다. 이후로 3년동안 서계는 3년상을 치르고 나서야 가정6년(1527) 복직할 수 있었다. 그해 12월, 서계는 환관(宦官)들을 가르치는 내서당(內書堂)에서 환관들에게 글을 가르쳤다. 이전에는 관원들이 내서당에 와서 가르치면 대부분의 경우 환관들을 경시하였고 가능한 오래동안 길게 끌거나 수업이 늦어지거나 조퇴하기 일수였다. 질문이 있어도 대답하지 못하였고, 심지어 문장을 읽혀도 읽지 못하거나 몇 구만 지적하는 수준이어서, 문장을 이해하는지 여부는 상관없었다. 그러나 서계는 아침 일찍 인시(寅時, 새벽 3시~5시)에 내서당에 와서 가르치고, 오후 신시(申時, 오후 3시~5시)에 떠났다. 또한 서계는 매 환관 학생 한 명마다 엄하게 관리하였고, 전문을 암송하지 못하면 자신의 강의 책상 앞에 서서 읽게 하였으며, 재차 못 암송하면 문밖에 무릎을 꿇고서 계속 읽게 하였고, 그래도 암송 못하면 정원 중앙에서 무릎을 꿇고 앉아 계속 읽게 하여, 전부 암송해 읽어야 비로소 그치게 되었다. 이외에도 서계는 가르칠 당시에도 글을 가르쳤을 뿐만 아니라, 환관들에게 선대로부터 내려오는 제도나 정치를 어기지 말 것을 경고하였다. 당시 가정제가 새롭게 등극하면서 환관의 권세는 정덕(正德) 연간에 비해 많이 축소되었기에 많은 환관들이 불만을 가졌다. 이에 대해 서계는 '정덕 이래 환관들은 서로 교만해져서 당연하다고 생각하였다. 황상께서 즉위하신 후론 다소 이를 억제하시자 소대 환관들이 모두 원망하였다. 공들은 경과 사를 강설할 때마다 태조와 태종의 제도로는 감국(監局)의 환관들이 4품에 불과하였고 정사에 간섭하지 않았다고 말한다. 선덕 연간 이후에 총애를 입어 망포(蟒袍)를 입고 옥대(玉帶)를 차서 간접적으로 정권을 장악하였으며, 이것이 정덕 연간에까지 이르렀다. 이러한 일을 배움으로 삼을 수는 없다. 또한 유근(劉瑾)이나 장웅(張雄) 등은 점점 교만해 질수록 화를 입는 모습은 더욱 비참하였다. 결국 자신에게 무익할 뿐 어찌 부러워할 것이 있겠는가? 황상께서 공들을 대우하시는 것은 정덕 연간에 비하면 가벼운 듯하지만, 태조(太祖)와 태종(太宗) 시기에 비하면 더욱 두터워졌다. 또한 이것은 바로 공들을 보전하기 위한 까닭이니, 반대로 원한을 가져서는 안된다'고 말했다. 이를 들은 환관들이 매우 감동했다 한다. 3년의 가르침 이후, 환관들은 모두 서계가 잘 가르친다고 칭찬하였다. 심지어 서계가 폄적되어 북경성을 나갈 당시, 다시는 서계의 수업을 듣지 못하여 슬픔에 젖은 10여 명의 환관들이 좌문(左門)에서 기둥을 끌어안고 울었다고 한다. 내서당 수업 외에도 서계는 한림원편수였기에, 훗날 친구이자 왕씨심학(王氏心學)의 문인인 나홍선(羅洪先)과 교제하였다. 서계와 나홍선은 후에 대례의(大禮議) 중 바른 말을 했다는 이유로 폄적당하였다.

### 예의지쟁(禮議之爭)
가정9년(1530) 10월 15일, 가정제는 칙을 내려 장총(張璁)(혹은 장부경張孚敬)을 총재(總裁)로 하여 교사(郊祀)를 준비하는 『사의성전(祀儀成典)』을 편찬하도록 했다. 서계도 찬수관(纂修官)으로 징발되었다. 장총은 이때 공자(孔子)의 문선왕(文宣王) 작위를 폐지하고 지성선사(至聖先師)로 할 것을 건의하였고, 동시에 공자의 신상도 목제 신위로 바꾸는 등 제사 규격을 낮출 것도 건의했다. 이에 가정제는 예부(禮部)에서 한림원과 회동하여 논의하도록 하였다. 10월 28일, 서계는 상주문 '논공자사전(論孔子祀典)'을 올렸다. 상주문에서 서계는 공자는 버릴 필요가 없는 칭호 3개와 버릴 수 없는 칭호 5개를 제시하였고, 봉호(封號)와 문묘(文廟)는 모두 조제(祖制)에 따라 원상복구할 것을 요청하였다. 11월 1일, 조회에서 장총은 서계를 질책하고 서계가 자신을 배반했다고 비난하였다. 서계는 장총에게 의부한 적이 없는데 어떻게 배반한다는 말이 가능하냐고 반박하였다. 서계의 이 행동은 천하 선비들의 칭찬을 얻었다. 이때 어사(御史) 여관(黎貫) 등은 서계를 따랐으며, 조제를 회복할 것을 건의하였다. 이에 분노한 장총은 어사 왕굉(汪鋐) 등에게 서계를 탄핵하도록 하여, 서계가 주도자라는 사유로 중벌할 것을 요구하였다. 이로 인해 가정제도 서계를 녕신(佞臣, 간신)으로 몰아붙이고 궁궐 기둥에다 '서계는 소인이니 영원토록 기용하지 않는다(徐階小人, 永不敍用)'라고 새겼다. 그리고 문연(聞淵)과 당룡(唐龍) 등의 도움 하에, 제명된 서계는 연평부추관(延平府推官)이 되어 중앙 이외 지방을 떠돌았다. 서계는 모친 고부인과 헤어질 때, 고부인은 서계를 꾸짖지 읺았고 서계에게는 아들이 직언하다 폄적된 것은 자신에게 영광이라고 말하며 서계를 위로했다. 서소(徐旒)도 서계에게 서신을 보내어 좋은 일이니 자신의 신념이 흔들리지 않도록 할 것을 당부하였다.
가정10년(1531) 4월, 서계는 연평부(延平府)에 도착하여 '저군작(抵郡作)'이라는 시 한 수를 썼다. 시는 자신이 국가를 위해 공헌할 수 없게 되었다는 것을 한탄하는 내용이다. 연평부추관 임기 중 서계는 정경운(鄭慶雲)과 황작(黃焯)을 만났다. 이들은 서계의 환난지교(患難之交)로서 서계는 이 두 사람과 웃으면서 지냈다고 회상하였다고 한다. 묘지명에서 '정공은 강개하고 절도가 있고 황공은 여유롭고 절도가 있다(鄭公慷慨有節, 黃公攸然有度)'고 하는 등, 양자는 성격이 다르지만 좋은 친구였다. 몇 년 후 서계는 두 사람이 말한 것과 생각한 것을 채용하려 했으나, 두 사람은 각각 가정17년(1538)과 가정26년(1547) 사망하였기에, 매우 안타까워했다. 연평부추관 재임 당시, 서계는 송사를 공정히 처리하였고 부고(府庫)를 조사하였으며 음사(淫祠)를 철폐하고 양호한 교육기관을 설립하였으며, 현지 교수(敎授) 등석(鄧析)에게 소학의 기초를 가르치게 했다. 후에 우계(尤溪)에서 비적들이 출현하였다. 당시 분순도(分巡道)는 비적들을 체포하지 못하였다. 서계는 삼로(三老)의 자리를 현상으로 내걸고 소탕하기로 하였고, 얼마 후 두목을 포함하여 120명을 체포하였다. 이 일로 서계는 현지 백성의 일치된 지지를 받았다. 또한 현지 풍속에 대한 감화로 서계는 연평으로 가족을 이주시키려 했지만 실천하지는 않았다. 3년 후인 가정13년(1534) 3월, 서계는 연평에서의 3년동안의 정적(政績)이 두드러지면서 호광(湖廣) 황주부동지(黃州府同知)에 부임하였다.황주로 가는 날 연평 백성들은 길 양쪽에 줄을 지어 송별하였고, 연평부학(延平府學) 학생들은 건녕현(建寧縣)까지 따라가 서계를 송별하였가. 서계는 이들에게 문정선생(文靖先生) 공천윤(孔天胤)과 문질(文質) 선생을 배우고, 얻는 것이 작다 하여 자만하지 말 것을 당부하였다.

### 지방 독학 생활
서계는 황주부(黃州府)로 가는 도중 엄릉(嚴陵)을 지날 즈음, 절강안찰첨사독리학정(浙江按察僉事督理學政)으로 승진했다. 서계는 고향 화정으로 돌아가 7일 간 머물던 중 두 번째 정부인 장씨(張氏)를 맞이했다. 후에 모친 고부인의 명을 받들고 절강으로 부임하였다. 이후 서계는 가흥(嘉興)의 추시(秋試)를 주관하였다. 이때 호주(湖州)에서 온 한 수험생이 낙방하자 서계에게 원인을 물었고, 서계는 "글이 난삽한데 어떻게 합격할 수 있는가?"라고 답하였다. 고시생이 원망 섞인 말투로 말하였다. "과거란 참 어렵습니다. 저번엔 주고관(主考官, 즉 감독관)이 남삽한 문장을 좋아하길래 난삽한 글을 쓰면 되었는데, 이번 주고관께서는 평이한 문장을 좋아하실 줄 몰랐으니, 어떻게 할 수 있을런지요?" 서계는 꾸짖으며 말하였다. "만약 그대의 문장이 난삽하면 제학(提學)이 평이한 걸 좋아하더라도 그대는 평이한 말투로 바꿔서는 안된다. 만약 그대의 문장이 평이하면 제학이 난삽한 걸 좋아하더라도 그대는 난삽한 말투로 바꿔서는 안된다. 지금 그대는 주견이 없다. 타인의 기호를 맞춰주고자 누차 자신의 습관을 고쳤으니, 그렇다면 그대는 태평성대에는 군자가 되고 난세에는 소인이 되려는가?" 이에 고시생은 부끄러워하며 물러났다. 또 한 명의 생원(生員)은 답안에 “顔苦孔之卓(안회가 스승 공자의 탁월함에 미치지 못하여 괴로워하다)”이라는 것을 적었다. 서계는 이 구절이 매우 기괴하다 생각하여 학생을 4등으로 주고 시험지에 “杜撰(근거가 없는 말)”이라고 평가하였다. 끝이 난 후, 생원이 와서 강평을 들으며 이 구절은 양웅(揚雄)의 『법언(法言)』에서 나온 것이라고 하였다. 서계는 그자리에서 생원에게 사과하고 말하였다. "본 학도(學道)가 운좋게 젊어서 진사가 되었기에 학문을 제대로 배운적이 없었는데, 오늘 가르침을 많이 받았습니다"라고 하였다. 그리고는 생원의 답안을 1등으로 고쳤다. 사람들은 서계의 아량을 칭찬하였다. 절강에서 3년간 독학 생활을 하면서, 서계는 2차례 이사할 생각을 가지고 있었다. '송대참삼봉후공입촉서(送大參三峰侯公入蜀序)'에서 서계는 절강 태주(台州)로 집을 옮겨 “여러 현사들과 서로 왕래하며 교제하고자 한다(與諸賢相追逐)”고 하였다. 그러나 실행에 옮기지는 않았다.
가정15년(1536) 10월, 서계는 강서안찰부사제독학정(江西按察副使提督學政)으로 옮겼다. 강서에서 서계는 문체를 바로잡고 선비의 습관을 단정히 하는 것을 우선으로 하는 한편, 왕수인(王守仁)의 심학(心學) 이념을 전파하기 시작하였다. 또한 왕수인의 사당인 왕문성공사(王文成公祠)를 세웠다. 이는 서계에게 호평을 가져다 주어, 많은 사인들이 가서 가르침을 청하고자 하였다. 후에 서계의 가르침에서 나온 강서성 학생들은 대다수 조정 안팎에 관직에 진출하여 대성(臺省, 언관 등 감찰기관)에서 활약하며, 도처에서 이름을 날렸다. 그러나 서계는 본인은 엄숭(嚴嵩)이라는 이름을 매우 흠모하여 '기제엄학사영산당(寄題嚴學士鈐山堂)'이라는 시를 한 수 지어 엄숭의 절개를 찬양하기도 하였다. 한편, 하언(夏言)은 강서에 사는 친척이 행진(幸進, 요행으로 관직에 오르는 것)을 원하였으나, 서계는 이를 거절하였다. 이로 인해 하언은 서계를 좋아하지 않았다. 당시 세간에서 '사철어사(四鐵御史)'로 불리던 풍은(馮恩)은 적수(謫戍, 폄적되어 변방으로 유배되어 군호에 편입되어 변방 수어 임무를 맡는 처벌)로 광동(廣東) 뇌주(雷州)로 가는 길에, 강서 남창(南昌)을 지나게 되었다. 서계는 소식을 듣자마자 학생들을 이끌고 가서 풍은을 맞이했다. 심지어 서계는 '증풍시어남강수뇌주(贈馮侍御南江戍雷州)'라는 글을 써주기도 했다. 시는 풍은이 가정11년(1532) 장총과 방헌부(方獻夫) 등에게 반대한 후 하옥되어도 굴복하지 않는 충신과 정절을 칭찬하는 것이다.

### 북경으로의 귀환
가정18년(1539) 5월, 황태자(皇太子)가 입학하면서, 풍은이 하언에게 한 추천을 거쳐, 하언과 서계의 관계는 여전히 좋지 못하였음에도 하언은 서계를 북경으로 불러들여 사경국세마겸한림시강(司經局洗馬兼翰林侍講)으로 승진시키고 4품 복색을 허용하는데 동의하였다. 서계가 북경으로 돌아가기 전, 고부인은 서계에게 황제가 장부경의 일 이후 서계를 기용하는 만큼, 성심성의로 일을 해야 하며, 자신을 그리워하여 공무를 그르치지 말 것을 당부하였다. 섭표와 이별할 당시 섭표는 서계에게 시를 써주었는데, 이를 통해 섭표는 선행이 지식이나 기술보다 더 중요하다고 충고하였다. 서계는 북경에 가서 추수익(鄒守益), 당순지(唐順之), 나홍선(羅洪先) 등 선배들과 심학을 논하였다. 얼마 후, 가정19년(1540) 봄, 고부인은 북경에 유학하러 가는 서계의 동생 서척(徐陟)을 배웅하였으나, 여유가 생기면 서척이 급제한 후 형 서계와 함께 돌아와 자신의 70세 생일을 축하해 줄 것을 당부하였다.
이 당시 서계는 동료 22명과 함께 고 예부상서(禮部尙書) 설선(薛瑄), 좌서자(左庶子) 동승서(童承敍) 등의 문묘(文廟) 배향 문제를 건의한 이유로 문제에 처하였다. 가정제는 조제(祖制)라는 이유로 이를 거절하였고, 상주문에서 불경한 언어를 사용한 어사 여광순(呂光洵) 등에게 봉록 2개월치 삭감을 지시했다. 반년 후, 고부인은 돌연 사망하였으며, 이에 서계는 가정20년(1541) '오월오일회태공인(五月五日懷太恭人)'이라는 시를 썼다. 시에서 서계는 모친에 대한 그리움을 읊었다. 모친 사망으로 재차 정치 중심으로 들어간 서계는 상을 치르고자 귀향하였고, 모든 관직을 내려놓아야 했다.
가정21년 12월(서력 1543년 초), 상기가 끝난 서계는 조정에 돌아가 국자감좨주(國子監祭酒)에 승진임명되었다. 재임 중 서계는 국자감의 발력(撥歷)을 정리했다. 원래 국자감에는 감생(監生)을 각 부(部)에 파견하여 일하게 하였으며 이부문선사(吏部文選司)가 열었으나, 서계가 부임한 후에는 각 감생의 구체적인 업무 일자는 매월 방문(榜文)으로 공개, 이전에 존재한 '투발(偷撥)' 등의 폐단을 두절시키고자 하였다. 또한 서계는 뒷문으로 들어오는 권귀들을 거절하였다. 이에 감생들은 서계를 존중하였다. 이후 서계는 감생에게 지급되는 선은(膳銀, 일종의 학비) 문제에도 관심을 보였다. 이전 좨주들은 선은을 분배하는 문제에 대하여 간섭하지 않았으며, 선은을 지급하고 관리하는 전권을 가진 전부(典薄)들은 대부분 선은을 횡령하면서 핑계를 대고 감생들에게 변명하였다. 이에 서계는 인원수를 기록하게 하고 매일 당관(堂官) 1명을 선발하여 전부들 곁에서 감독하게 하여, 감생들에게 선은을 전부 지급하게 하였다. 이후 매월 파견하는 당관에게 전부(典薄)를 따라 찬미(饌米)를 내어주게 하고, 횡령하는 것을 방지하게 하였다. 후에 직언으로 이름 난 많은 언관(言官)들도 서계가 좨주였을 당시의 문생(門生)들이었다. 양계성(楊繼盛)의 경우, 서계로부터 '일명천재(一名奇才)'로 지칭되었으나 지도가 결여되었다.

### 육부를 전전하다
가정23년(1544) 11월, 서계는 정적이 두드러져 예부우시랑(禮部右侍郞)으로 승진하였다. 1개월이 채 안 되어 다시 이부좌시랑(吏部左侍郞)으로 전직하였다. 당시 서계는 곧바로 담벼락에다가 자신은 21세에 급제하였고 43세에 천관(天官), 즉 이부상서를 보좌하게 된 것은 국가의 은혜 덕분이라고 적었다. 임기 중 서계는 조용히 보신하지 않았으며 관리의 청렴을 독려하였다. 또한 기존의 이부의 풍토를 바꾸어 자신을 낮추었으며, 부하관원에게 변방 수비나 지방관들의 행정을 물었다. 이로 인해 많은 관원들의 존경을 받았다. 또한 당시 이부상서 웅협(熊浹)의 신임을 얻었다. 가정24년(1545) 3월, 서계와 웅협 및 도찰원좌도어사(都察院左都御史) 주용(周用) 등이 하급 관원의 고찰(考察, 인사고과)을 실시하였다. 선례에 따라 이들은 먼저 자진사퇴를 요청하였고, 이후 가정제는 지를 내려 성심성의껏 고찰을 시행할 것을 지시하였다. 후에 웅협이 직언으로 간언하는 바람에 파직되면서, 가정24년 12월, 서계는 이부우시랑애서 이부좌시랑으로 승진하였고, 형부(刑部)에 있던 한방기(韓邦奇)가 서계의 보좌가 되었다. 후임 이부상서 당룡(唐龍), 비채(費寀), 주용(周用)은 이전처럼 서계를 중용하였다. 그러나 이들은 연로하고 많이 아팠던 탓에 서계는 이들을 대신하여 여러 차례 이부 업무를 장관하였다. 이때 많은 이들로부터의 뇌물 증여 시도가 있었음에도 서계는 모두 거절하였다. 또한 후에 서계가 추천한 송경(宋景)이나 장악(張岳) 등은 모두 세상으로부터 신임이 두터워 중임을 맡을 만한 대신이었다.
가정25년(1546) 7월, 이부 선발에서의 문제로 인하여 이부상서 당룡은 연로하고 쇠약하다는 이유로 파직당하였고, 부하 서계 역시 관직은 그대로 유지하는 상태에서 봉록이 2급 강등되는 처벌을 받았다. 8월, 서계는 예제(禮制)에 따라 '제사직(帝社稷)'의 신에게 지내는 제사에 제주를 보좌하였다. 후에 서계는 대선(大選, 관리 선발)의 구체적인 방법을 확정하는 책임을 맡았다. 서계는 우선 이전에 사용하던 품계(品階) 및 자력(資歷)을 이용하는 복잡한 절차를 폐지하고, 모든 사람들을 대상으로 상중하 삼등급으로 나눠, 상중하를 각자 인사 문서에 적어 두는 방식으로 함으로써 공력을 아끼게 뒤었다. 이로 인해 서계는 칭찬을 받았다. 가정26년(1547) 주용이 사망하면서 문연(聞淵)이 이부상서가 되었고, 6월, 서계와 함께 제사직 제사를 지냈다. 후에 문연이 선배 신분을 이용하여 독단적으로 행동하면서 서계는 불쾌해 하였고, 상주를 올려 전직을 요청하였다. 이에 서계는 이부에서 벗어나 한림원학사(翰林院學士)를 겸임하였고, 장거정(張居正) 등이 있던 서길사(庶吉士)들을 가르쳤다. 8월, 서계는 3품으로 임기 3년을 다 채운 것으로 인해, 아들 서번(徐璠)이 국자생(國子生)이 되었다.
가정27년(1548) 2월, 서계는 한림원(翰林院)을 장관하였다.8월, 서계, 구양덕(歐陽德), 문연 등은 역대 제왕 사당에 제사를 지냈다. 가정28년(1549) 정월, 엄숭(嚴嵩)이 대신협보(大臣協輔)를 산선할 것을 요청하였다. 2월, 이부는 문연, 장치(張治), 한방기(韓邦奇), 구양덕, 이본(李本), 서계를 정추(廷推, 명대 고급 관원 인사 제도 중 하나로, 조정 대신이 추천하고 황제가 선발하는 제도)하였고, 가정제는 장치(張治)와 이본(李本)의 이름을 합치면 '치본(治本, 정치의 근본)'이 된다는 이유로 장치와 이본을 선발하여 입각(入閣, 내각에 들어감)시켰다. 서계는 며칠 뒤 손승은(孫承恩)을 대신하여 예부상서(禮部尙書)가 되었다. 당시 서계와 동료들은 엄숭소사대학사상(嚴嵩少師大學士像)에 들어갈 찬사를 썼는데, 서계는 엄숭의 덕행이 비길 바가 없다고 칭찬하였다.

### 예부 관장
3월, 장경태자(莊敬太子) 주재학(朱載壑)이 관례(冠禮)를 올리면서, 서계는 예부상서로서 칙계(敕戒)를 선독하였다. 그러나 태자는 이틀 만에 사망하였다. 서계는 태자 시호를 '장경'으로 한다는 책(冊)을 받들고 예부에게 천하에 반포하도록 지시하였다. 이에 따라 예부를 데리고 장례 의례 관련 초고를 작성하는 책임을 담당하였다. 서계는 두예(杜預)가 찬술한 『통전(通典)』을 가지고 가정제에게 설명하여, 태자는 사망하였지만 책봉한 지 오래 되었으며 감국(監國) 경험도 있기에 백관의 복상(服喪)이 필요하다고 주장하였다. 그러나 엄숭은 가정제가 내린 '백관의 복제는 없다(百官服制可無)'는 성지를 이유로 백관들에게 청의(青衣)를 입고 각대(角帶)를 두르게 하였다. 서계는 강렬히 반대하였다. 서계는 소의(素衣)를 입고 곡상(哭喪)하는 것은 이전에 사례를 기재한 적이 없으며, 가정제의 지시도 없었는데 누가 감히 마음대로 이러한 일을 저질렀는가라고 생각하였다. 서계는 차라리 예법을 지켜 처벌되는 것이 낫지 처벌을 피하고자 예법을 파괴하지는 못한다고 보았던 것이다. 이에 곡림(哭臨) 시에 한 환관이 가정제에게 보고하였고, 가정제는 전원 최복(衰服, 상복)으로 갈아입을 것을 지시하였다.
곧이어 서계는 『대명회전(大明會典)』 편찬 사업의 부총재(副總裁)에 임명되었다. 가정8년(1529) 당시 한림원 편수였던 서계는 양일청(楊一淸)을 총재(總裁)로 한 『대명회전』 편찬 사업의 찬수관(纂修官)으로 임명된 적이 있었다. 이때 서계는 양일청이 가정8년부터 가정23년(1544)까지 작성한 초고와 여러 사(司)들의 새로운 사례들을 가지고 네 차례 수정하였고, 가정29년(1550) 5월에 120권의 회전을 완성하였다. 서계는 완성된 것을 가지고 직접 가정제에게 갔다. 그러나 이렇게 완성된 『가정중수대명회전(嘉靖重修大明會典)』은 결국 간행되지 못하였다. 만력(萬曆)15년(1587) 대학사 신시행(申時行)을 총재로 한 『만력중수회전(萬曆重修會典)』 228권을 간행하였다. 왕세정(王世貞)은 서계가 중수한 대명회전에 대하여 '뜻과 체례를 창술하였고 강령을 권하였으니, 정연한 일대의 정서이다'라고 고평가하였다.

### 무일전 입직
가정28년(1549) 6월, 서계는 청사(靑詞)를 잘 써서 가정제로부터 총애를 받았다. 가정제는 서계를 무일전(無逸殿)으로 불러 대학사 장치와 이본과 함께 서계에게도 비어복(飛魚服)을 하사했다. 서계는 무일전에 입직한 후에 내전(內殿) 근무 태의(太醫) 선발 제도를 정돈하였다. 서계는 어의(御醫) 오몽룡(吳夢龍)이 아무 하는 일 없이 봉급만 타먹으면서 마음대로 고향으로 돌아가며, 궁궐 내 의사 대부분이 은례(恩例)로 들어오고 예부의 3년 고선(考選) 규정을 지키지 않는다는 사실을 상주하였다. 또한 서계는 예부와 태의원(太醫院)의 선발 및 고찰 과정에 변동을 가하여 모든 의사는 3등급으로 나누고 최상등 인재만을 내전에 남기고 나머지는 보내어 공봉(供奉)하게 하고, 태의원으로 하여금 당관(堂官)을 파견하여 직에서 도망가지 않도록 감독하고, 병으로 계속 이어나가지 못할 경우 보고하도록 하였다. 가정제는 동의하였소, 상주문에서 언급한 오몽룡 등은 모두 혁직(革職)되었다. 서계는 보다 심도있게 조사하여 시험을 본 적 없는 의사 후시태(侯時泰) 등 24명도 파직 처벌하였다. 8월 하순, 습천왕(隰川王) 주준백(朱俊柏)이 130여명의 명봉혼록(名封婚祿)을 받은 적 없는 종실자녀들을 은닉하여, 서계가 상주문으로 참핵하여 산서순무(山西巡撫)와 산서순안어사(山西巡按御史)가 철저히 조사할 것을 보고하였다. 9월 하순, 서계는 문연의 사직으로 비어버린 예부상서직을 이어받도록 회추(會推)되었으나, 가정제는 서계가 소심하고 신중하며 자신과 매우 친하다는 것을 알고 있었기 때문에 외천(外遷)할 수 없다는 것을 이유로 하방모(夏邦謨)를 임명하였다.
10월, 금릉(金陵)의 향시(鄕試)에서 서계 아들 서번이 대리응시를 요청한 사실이 적발되어, 남경육부(南京六部) 관원 만문채(萬文彩), 양순(楊順), 장감(張鑒)은 이를 이유로 서계를 탄핵하면서 서계의 면직을 요구하였다. 서계는 상주하여 스스로 파직을 요청하였지만 가정제는 서계가 북경에 와 있기 때문에 아들이 남경 과거 시험장에서 부정행위를 하는 것을 몰랐다는 이유로 서계를 그대로 두었다. 다음해 4월, 예부는 오래동안 비가 내리지 않으니 황제가 교제(郊祭)를 지낼 것을 요청하였고, 이에 따라 서계는 서교(西郊)에 파견되어 청의와 각대를 두르고 예를 행하였다. 그러나 이때 서계는 섭표의 신원을 요청하였다. 서계는 하언(夏言)으로 인해 파직된 섭표가 '재주가 크니 기용할 만하다(才大可用)'고 문서를 작성하였고, 섭표는 다시 조정에 들어가 우첨도어사(右僉都御史) 함으로 순천순무(順天巡撫)에 임명되었고, 이후 경술지변(庚戌之變) 발발 당시 섭표는 병부우시랑(兵部右侍郞)이었으며, 경술지변에서 공적이 두드러져 서계에게 많은 도움을 안겨 주었다. 경술지변 후에도 서계는 섭표를 추천하는 상주를 작성, 섭표를 통해 일하지 않는 내외 신하들을 대체할 수 있다고 주장하였다.

### 경술의 변
가정29년(1550) 8월 초4일, 만수절(萬壽節)을 맞이하여 가정제가 신하들에게 포상하여, 엄숭은 상주국(上柱國)이 되었고 서계는 태자소보(太子少保)로 승진하였다. 이어서 서계는 북경성의 군대가 오랫동안 조련되지 않았으며, 이에 대해 아는 적들이 경영(京營) 부대를 격파시킬 수 있으므로 위망 있는 장령들을 석방하여 근왕(勤王) 부대를 신속 집결시켜서 반격할 것을 건의하였다. 8월 17일, '엄답(俺答)'으로 불렸던 알탄칸(Altan Khan)은 북경 인근 통주(通州)를 침공하여 노략한 상태에서, 서계는 잇달아 '어로조의(御虜條宜)'와 '청환대내병소견대신계의변사(請還大內並召見大臣計議邊事)', '답변사유(答邊事諭)'라는 상주문을 작성하였다. 가정제는 상주문들을 채택하였다. 더욱이 3일 후인 8월 20일, 서계는 다시 '청순시구문(請巡視九門)' 상주문을 올려 대신들을 파견하여 순성(巡城)에 나서도록 하였디만 방어 무기가 준비되어 있지 않고 군사들은 매우 산만하기 때문에 예부상서로서 직접 순성에 나서겠다고 제안하였다. 이에 가정제는 지를 내려, 서계가 구문수장(九門守將)에게 적군이 북경성에 임박하짐 않았지만 성벽 방어에 주의해야 하며, 시간에 따라 성문을 개폐하고 업무에 소홀히 하지 말 것을 전유(傳諭)하게 하였다. 그러나 다음날, 알탄칸은 북경성 아래까지 임박하여 명으로의 조공(朝貢)을 요구하였다. 이에 가정제는 엄숭, 서계, 이본이 서원(西苑)에서 대책을 상의하라고 조를 내렸다. 엄숭은 가정제를 안정시키고자 알탄칸은 식량을 탈취하러 온 것에 불과하다고 설명하였지만, 서계는 알탄칸이 살인방화를 일삼고 있다고 반박하였다. 이후 가정제는 다시 공서(貢書)에 관한 일을 물었고, 엄숭은 예부의 일이라고 책임을 회피하였다. 서계는 정세가 위급하나 성내 수비병은 반격 능력이 없으니 당장은 적을 격노하게 하지 말고 시간을 끌면서 원군이 도착할 때까지 기다리는 한편, 공서에 한문으로 글자를 쓰지 않았다는 것을 이유로 시간 끌기 목적을 달성해야 한다고 주장하였다. 가정제는 서계의 계책을 채택하였다. 엄숭도 대세를 따라 가정제에게 조정에 임하여 민심을 안정시킬 것을 청하였다.
두번째 날, 서계는 여러 신하들을 소집하여 대책을 상의하게 하였으나 합의에 이르지 못하였고, 국자사업(國子司業) 조정길(趙貞吉)은 현재 가장 중요한 것은 심속(沈束)과 주상문(周尙文) 안건이라고 직접 말하였다. 논의를 감시한 환관은 가정제에게 보고하였고 가정제는 만족해 하였으며, 조정길과 금의위(錦衣衛)가 함께 가서 군사들을 격려할 것을 지시하였다. 며칠 후, 서계는 예부 명의로 신하들과 정식 상주하여, 시간 끌기 계책을 관철할 것을 건의하였고, 가정제는 지를 내려 변방 군대가 빨리 와서 원조할 것을 지시하였다. 서계는 후에 친구와의 서신에서, 당시 당국자들은 장기적인 관점에서 내세운 대책은 없었기에 자신의 행위에 숨겨진 배후의 의미를 이해한 사람이 없었다고 진술하였다. 계책을 진헌할 때에는 당국자들에 대하여 비꼬는 부분이 있었는데, 간접적으로 엄숭과 이전의 언론이 대립한 것이었다. 이로 인해 엄숭은 서계를 미워하였다. 또한 이전에 하언이 지방으로 떠돌던 서계를 뽑아 올린 것과 가정제가 서계를 중시한 것으로 인하여, 엄숭은 서계를 압박하기로 결정하였다. 경술의 변 당시 서계가 보여준 행동들은 많은 역사가들로부터 칭찬받았다. 즉 북경성 수비책략은 대부분 서계로부터 힘입었으며, 많은 부분에서 서계의 책략을 본받을 만하다고 생각하였다. 경술의 변 종료 후, 서계는 경군(京軍)의 전투력 증강과 동시에 군비 지출 감축을 기도하였다. 서계는 불필요한 경조반군(京操班軍) 철회를 주장하였다. 이렇게 하여 대량의 인력과 물력을 줄일 수 있었다.

## 사상
정덕(正德) 15년(1520), 심학(心學) 계승자 섭표(聶豹)는 서계의 고향 화정현(華亭縣) 지현(知縣)에 부임하였다. 서계는 학식이 뛰어났기에 섭표는 서계에게 왕수인(王守仁)의 심학을 전수하였다. 좌사(座師) 섭표의 영향 하에 심학의 "지행합일(知行合一)" 및 "인애(仁愛)" 등 사상에 대하여, 서계는 이를 조정에 대한 자신의 이상에 대입시켰으며, 인민애물(仁民愛物)은 천리자연(天理自然)이며 만물은 '인애(仁愛)' 두 글자로 결부된다고 보았다. 서계는 고인(古人)들의 문학(問學)의 목적은 덕성(德性) 추구였지만, 후인들의 학문은 학(學)과 덕(德)을 분리시켰기에 그 본의를 잃었다고 보았다. 이로 인해 정치는 부덕해지게 되고, 도덕(道德), 훈업(勳業), 문장(文章)이 각각 세 길로 나뉘었다는 것이다. 서계 인식 속에 위정자들은 인애라는 양지(良知)를 우선 자기 몸에 시행하고 다음엔 천하에 베풀며, 이렇게 해야 지행합일과 정학불이(政學不二)의 목적에 이를 수 있다고 보았다.후에 서계는 손승은(孫承恩)이 사직할 때에 서(序)를 지어 조정 대신 중에 교묘하고 화려한 말로 황제에게 아부하여 총애를 얻게 되는 자들은 훗날 득세하게 되면서 자신들의 계책이 성공하였다고 생각할 것이니, 사실은 후환으로부터 도망가지 못하게 되며 국가 대사도 일로 인해 망치게 될 것이라고 말하였다. 서계는 여러 관점을 재출하였을 뿐 아니라 후에 다시 경사로 돌아가 관직에 올랐을 때 나홍선(羅洪先) 등 왕씨심학(王氏心學) 전승자들과 함께 유학하며 토의하였다. 또한 영제궁(靈濟宮)에서 강학하기도 하였으며 훗날 매번 수 천 명의 학도들이 영제궁에서 강학을 들을 때마다 수많은 조정 관원들의 위정 이념에 큰 영향을 끼쳤다.
권력 장악 이후, “위복은 주상께 돌려드리고 정무는 여러 부서에 돌려주며 인사와 상벌은 공론에세 돌려주자(以威福還主上, 以政務還諸司, 以用舍刑賞還公論)”는 것이 서계의 행정 대강이었다. 중국의 명대사학자 남병문(南炳文)은 자신의 연구를 통하여, 이 세 구에서 서계가 궁극적으로 의도한 곳은 내각(內閣)이 본직으로 돌아가고 육부(六部)가 지녀야 할 기능을 발휘하게 하여 내각의 하위조직이 되지 않도록 하는 것이라고 주장하였다. 서계는 이전의 하언(夏言)이나 엄숭(嚴嵩) 등은 전제 정치를 펼쳐 이후로는 이러한 일을 이어서 할 수 없었고, 내각의 권력을 육부에 나눠줘야 하였다고 생각, 내각과 부원(部院)의 관계를 재정비하려 하였다. 강덕성(姜德成)은 서계가 이전의 이른바 양사기(楊士奇), 양영(楊榮), 양부(楊溥)의 이른바 '삼양(三楊)'의 내각 운영 방식을 추구하여 내각과 부원이 협력하면 전반 정치를 종합정리하는 내각의 직능을 발휘하고, 가정제가 조정에 끼치는 통제력을 간접적으로 견제하려는 것이었다가 본다. 담천성(譚天星)은 가정 연간은 내각과 부원의 관계의 전환점이었으며, 서계 역시 가정31년(1552) 내각에 들어가 '정책 결정 기관(決策層)'의 일원이 되었으며, 후에 '집행 기관(執行層)'인 예부(禮部)의 대소 사무를 겸직하였다. 이렇게 하여 내각은 명분을 내세워 부원 사무를 개입하게 하였으며, 내각 구성원의 신분으로 사무를 처리하였으나 육부상서(六部尙書) 신분은 아니었다. 서계는 수보직에 오른 이후, 이런 배경 하에서 "以政務還諸司"라는 사상이 발생하였다.
서계는 퇴위 후, 정치에는 더는 관심 갖지 않았다. 해서(海瑞)의 퇴전(退田) 일 안건이 폭발하기 전, 장전산(張全山)은 이전에 이미 서계를 예방하였는데, 장전산은 서계에게 '인(忍)' 자를 서계에게 주면서 해서의 정치에 대하여 인내할 것을 당부하였다. 서계는 도리어 장전산에게 '망(忘)' 자를 주어서 당시의 심리를 드러내었다.

## 가족
- 고조부 : 서덕성(徐德成), 송강부 화정현 소증(小蒸, 현재 상해시 청포구(靑浦區)) 출신[190] 홍무(洪武)18년(1385) 출생, 일생 농민이었으나 고향 사람들에게 선하게 대하고 살생을 금하고 채식을 하였기에 고향에선 “서불자(徐佛子)”라고 칭함, 후에 왕씨(王氏)와 결혼하여 외아들 서현(徐賢)을 낳음[191]성화(成化)12년(1476), 서덕성과 왕씨는 각각 음2월과 4월에 사망함[192][193]
  - 증조부 : 서현(徐賢), 서덕성 아들. 영락(永樂) 연간 사람, 세 차례 대학사(大學士) 등에 추증됨, 처 심씨(沈氏)도 1품 고명부인(誥命夫人)에 추봉됨[193]
    - 장남 : 서인(徐仁), 후사 없음[193]
    - 차남 : 서의(徐義), 처 제씨(諸氏)
    - 삼남 : 서례(徐禮), 명락산거사(明樂善居士), 서계의 조부, 자 정의(廷儀), 다섯 차례 대학사 등에 추증되었음, 처 황씨(黃氏)는 처음 숙인(淑人)이었다가 후에 1품 고명부인에 추봉됨
      - 장남 : 서보(徐黼), 서계의 부친, 호 사복(思復), 관은 영도현승(寧都縣丞)에 이름, “철돈(鐵墩)”이라 칭해짐[193]
        - 장남 : 서륭(徐隆) : 서계의 큰형
        - 차남 : 서계(徐階)[193]
          - 장남 : 서번(徐璠), 서계의 장남, 자 노경(魯卿), 심부인(沈夫人) 소생, 관은 태상소경(太常少卿)에 이름
          - 차남 : 서곤(徐琨), 서계의 차남, 자 양경(揚卿), 장부인(張夫人) 소생, 관은 상보사소경(尙寶司少卿)에 이름
          - 삼남 : 서영(徐瑛), 서계의 삼남, 자 한경(翰卿), 장부인 소생, 육병(陸炳)의 딸과 결혼[194]。
          - 장녀 : 서씨(徐氏), 서계의 딸, 광록소경(光祿少卿) 고종례(顧從禮)의 차남 고구석(顧九錫)과 결혼함[195]。

        - 삼남 : 서진(徐陳), 서보의 삼남, 서계의 동생
        - 사남 : 서척(徐陟), 서보의 사남, 서계의 둘째 동생

      - 차남 : 서불(徐黻), 서례의 차남, 서계의 숙부
      - 삼남 : 서면(徐冕), 서례의 삼남, 서계의 둘째 숙부
      - 사남 : 서소(徐旒), 서례의 사남, 서계의 셋째 숙부, 응천부(應天府) 정덕경오향시(正德庚午鄕試)에 합격

    - 사남 : 서지(徐智), 서현의 사남, 후사 없음

## 인물평가
담천(談遷), 『국각(國榷)』, "화정(華亭, 서계)은 비록 권모술수를 사용했으나 무슨 해를 입었는가?"
『명사(明史)』 「열전(列傳)101」, 서계(徐階), "서계는 공손하고 근면한 것으로 주지를 결하였고 기량은 깊고 침하다. 비록 지능과 술수에 의존하지만 그 바름을 잃지 않으려 한다."
"서계는 조정에 들어서면 재상의 기량이 있고 좋은 무리들을 보전한다. 가정•융경 연간 정치는 서계가 바로잡고 구원한 바가 많다. 간혹 어긋나가기도 하지만 그래도 큰 줄기는 잃지 않았다."
이후(李詡), 『계암노인만필(戒庵老人漫筆)』 卷8, "서계는 대신의 신발을 신고 가죽옷과 비단옷을 입었으니, 가정•융경 연간에라도 어찌 양정화(楊廷和)보다 뒤질 수 있는가? 다만 권모술수를 약간 사용하고 민심을 듣고 따라 채택하니, 식자들은 유감이 없지 않았다."
황종희(黃宗羲), 『명유학안(明儒學案)』 卷27, 文貞徐存齋先生階, "선생은 분의(分宜, 엄숭)를 제거하였으니 천하에 큰 공이 있지만 순전히 교활한 임기응변으로 업무에 임하였다. 경재(敬齋)는 말하였다. '일 처리에 지모와 계략을 쓰지 않고 오로지 천리만을 따르니 바로 유자의 기상이다.' 때문에 선생의 농지가 넓고 향론은 선생을 마구 비판하는 것은 물론, 조정에 들어서면 큰 대체를 보니 유자의 기상은 전혀 없으며 패술에 빠져도 스스로 모르는 자이다."

## 같이 보기
- 고공 (명나라)
- 양정화
- 엄숭
- 이춘방
- 장거정
- 장경
- 조지고
- 호종헌